# سیارک ۱۸۴۴۹
سیارک ۱۸۴۴۹ (به انگلیسی: 18449 Rikwouters، نامگذاری:1994PT19) هجده هزار و چهارصد و چهل و نهمین سیارک کشف شده‌است که در ۱۲ اوت ۱۹۹۴ کشف شد.
قدر مطلق سیارک برابر ۳۲.۳ است.